# Henrik Sedin
Lars Henrik (Henrik) Sedin (Örnsköldsvik, 26 september 1980) is een Zweedse professionele ijshockeyspeler en aanvoerder van de Vancouver Canucks in de National Hockey League (NHL). Hij nam tweemaal deel aan de Olympische Spelen en won hierbij een gouden medaille.
Zijn tweelingbroer Daniel Sedin speelt ook voor de Canucks. 